# Râul Coisca
Râul Coisca este un afluent al râului Sălătrucel. 